# 雅韦拉克和拉沙佩勒圣罗贝尔
雅韦拉克和拉沙佩勒圣罗贝尔（法語：Javerlhac-et-la-Chapelle-Saint-Robert，法語發音：[ʒavɛʁlak e la ʃapɛl sɛ̃ ʁɔbɛʁ]）是法国多尔多涅省的一个市镇，位于该省北部，属于农特龙区。该市镇于1823年由原市镇雅韦拉克（Javerlhac）和拉沙佩勒圣罗贝尔（La Chapelle-Saint-Robert）合并而成。

## 地理
雅韦拉克和拉沙佩勒圣罗贝尔（45°34'11"N, 0°33'38"E）面积29.25 平方千米，位于法国新阿基坦大区多爾多涅省，该省份为法国西南部内陆省份，是法國本土面积第三大的省，大致对应佩里戈尔地区，北起顺时针与夏朗德省、上维埃纳省、科雷兹省、洛特省、洛特-加龙省、吉倫特省和滨海夏朗德省接壤。
与雅韦拉克和拉沙佩勒圣罗贝尔接壤的市镇（或旧市镇、城区）包括：曼扎克、苏夫里尼亚克、勒布尔代、欧特费、吕萨和农特罗诺、瓦赖涅、泰雅、圣马丹勒潘。

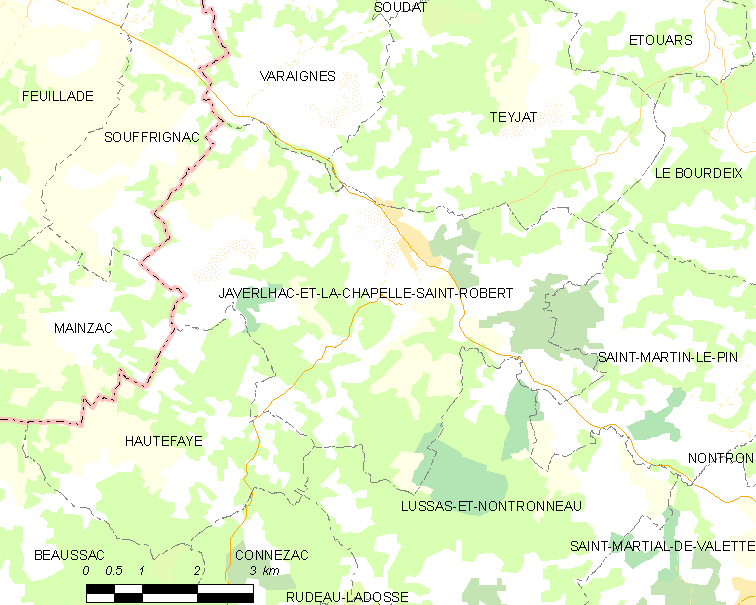
雅韦拉克和拉沙佩勒圣罗贝尔的OSM定位图

雅韦拉克和拉沙佩勒圣罗贝尔的时区为UTC+01:00、UTC+02:00（夏令时）。

## 行政
雅韦拉克和拉沙佩勒圣罗贝尔的邮政编码为24300，INSEE市镇编码为24214。

## 政治
雅韦拉克和拉沙佩勒圣罗贝尔所属的省级选区为农特龙绿色佩里戈尔县。

## 人口

1962-2008年间雅韦拉克和拉沙佩勒圣罗贝尔人口变化图示

雅韦拉克和拉沙佩勒圣罗贝尔于2022年1月1日时的人口数量为818人。